# مرد در برابر مرد
«مرد در برابر مرد» (به آلمانی: Mann gegen Mann) یک تک‌آهنگ از گروه موسیقی نویه دویچه هرته رامشتاین است که در سال ۲۰۰۶ میلادی منتشر شد. این تک‌آهنگ درباره مردی است که تمایلات همجنس‌گرایانه دارد.